# Život na vagi (9. sezona)
Život na vagi 2025 je deveta sezona hrvatskog reality showa Život na vagi na RTL-u. Show je kreiran prema američkoj licenci showa The Biggest Loser.
Prijave za novu sezonu započele su 2. listopada 2024. godine. Snimanje sezone započelo je u srpnju 2025. godine.

## Službena stranica i društvene mreže
- Službena stranica
- Službena Facebook stranica